# Жюльєн Воклер
Жюльєн Воклер (фр. Julien Vauclair; нар. 2 жовтня 1979, м. Делемон, Швейцарія) — швейцарський хокеїст, захисник.
Вихованець хокейної школи ХК «Ажуа». Виступав за ХК «Ажуа», ХК «Лугано», «Гранд-Рапідс Гріффінс» (АХЛ), «Бінгемптон Сенаторс» (АХЛ), «Оттава Сенаторс».
У складі національної збірної Швейцарії учасник зимових Олімпійських ігор 2002 і 2006; учасник чемпіонатів світу 1999, 2000, 2001, 2002, 2004, 2005, 2006, 2007, 2008, 2010, 2011 і 2013. Срібний призер останнього чемпіонату світу. У складі молодіжної збірної Швейцарії учасник чемпіонатів світу 1998 і 1999. У складі юніорської збірної Швейцарії учасник чемпіонату Європи 1997.
Брати: Джеффрі Воклер, Трістан Воклер.
Досягнення
- Чемпіон Швейцарії (1999, 2006).